# Dark Colony
Dark Colony  est un jeu vidéo de  stratégie en temps réel développé par Strategic Simulations et publié par GameTek le 25 septembre 1997 sur PC et Macintosh. Le jeu se déroule dans un univers de science-fiction dans lequel les humains et des extra-terrestres luttent pour le contrôle de la planète Mars. Son système de jeu est similaire à celui de Warcraft II dont il se distingue en mettant l'accent sur les combats plutôt que sur la gestion des ressources et le développement et en introduisant un cycle jour/nuit qui influe sur le champ de vision des unités.

## Trame
Dark Colony se déroule dans un univers de science-fiction dans lequel les humains et des extra-terrestres, surnommés les Gris, luttent pour le contrôle de la planète Mars.
En 2002, les humains découvrent sur Mars une « source d'énergie universelle » sous la forme d'un gaz nommé « Petra-7 ». L'atmosphère de la planète Mars ne permettant pas d'extraire directement le gaz, celle-ci est terraformée pendant plusieurs années par les humains afin de la rendre habitable. Après cette terraformation, les premiers colons humains mandatés par de grandes corporations arrivent sur Mars en 2137 afin de commencer les extractions de Petra-7. Tout semble se dérouler correctement jusqu'à l'apparition de pannes et incidents inexpliqués laissant soupçonner une présence extra-terrestre sur la planète. Les Grays sont une race issue d'une lointaine planète nommée Zeta Recticulum. Afin de fuir leur astre d'origine qui est surpeuplé et pollué, ceux-ci cherchent pendant plusieurs siècles une planète capable de les accueillir. Ayant envoyé des explorateurs sur Terre ils seraient à l'origine de l'incident de Roswell et de divers enlèvements réalisés afin de mieux connaître les humains. Bien que Mars puisse leur convenir, ils ne peuvent l'habiter sans se débarrasser des humains déjà présents.

## Système de jeu
Dark Colony est un jeu de stratégie en temps réel reprenant les principes de base de Warcraft II. Comme dans celui-ci, le joueur doit collecter des ressources, développer ses infrastructures et former des combattants pour anéantir les ennemis. Le jeu se distingue néanmoins de son modèle en mettant l'accent sur les combats plutôt que sur la gestion des ressources et le développement. Une seule ressource est ainsi disponible dans le jeu — le soufre — et il suffit de placer un ouvrier sur un gisement pour l'exploiter, les ressources étant ensuite directement transférées dans les réserves du joueur. Développer une base est également plus simple que dans Warcraft II, seuls cinq bâtiments étant disponible pour chaque faction. Bien que différentes visuellement, les deux factions fonctionnent de la même manière. Les unités, bâtiments, modes de construction et modes d'extraction de ressources sont ainsi strictement identiques à l'exception d'une des capacités spéciales de l'unité de commandant. Une des originalités du jeu réside dans la gestion du cycle jour/nuit qui influe sur le champ de vision des unités des deux factions. Les humains voient ainsi mieux le jour que la nuit et inversement pour les Gris.

### Bâtiments
Seules cinq infrastructures différentes sont disponibles pour chaque faction. Ainsi, les humains disposent d'une raffinerie pour la transformation du soufre, d'une caserne pour la production des troupes de bases, d'un laboratoire pour améliorer les bâtiments et les infrastructures, d'un centre de recherche pour la production d'unités plus évoluées comme les cyborgs ou les aéronefs médicaux, et enfin d'une usine de robots pour la fabrication d'unités mobiles plus imposantes. Tous ces bâtiments sont regroupés sur un pentagone placé à un endroit prédéfini de la carte de jeu, le joueur n'ayant pas la possibilité de créer des nouvelles bases au cours de la partie. Ces bâtiments sont livrés par un astronef en orbite (un vaisseau côté humains et une soucoupe volante côté extraterrestre) et ils sont construits quasiment instantanément.

### Unités
Comme pour les bâtiments, la diversité des troupes est limitée et chaque faction ne dispose que de neuf types d'unités. Ainsi, les humains disposent d'ouvriers pour récolter le soufre, de space-marines, de mines, de robots de combats, de vaisseaux de reconnaissance, de lance-missiles, d'artillerie lourde, d'aéronefs médicaux et de cyborgs,. En plus des unités standard, chaque joueur dispose d'une unité de commandement représentée sous la forme d'une unité d'infanterie plus puissante que les autres. Celle-ci acquiert de nouveaux pouvoirs lorsqu'elle monte en grade, par exemple les capacités de galvaniser les troupes ou de demander des renforts aéroportés. Si l'unité de commandement vient à mourir, elle est évacuée du champ de bataille par un aéronef et ne réapparaît sur le champ de bataille qu'après un certain temps. Comme les infrastructures, les troupes sont produites quasiment instantanément.
En plus des unités, il est également possible d'obtenir des artefacts cachés sous la surface de Mars, changeant alors l'équilibre des forces de par leur aspect destructeur.

### Modes de jeux
Plusieurs modes de jeu sont disponibles dans Dark Colony. Le mode campagne est divisé en deux parties, correspondant aux deux factions du jeu, chacune étant constituée de 15 missions. Toutes les missions ne se résument pas à développer sa base et à détruire l'adversaire. Ainsi, dans certaines missions, le joueur est aux commandes d'une escouade de combattants et doit par exemple parvenir à s'échapper d'une base alien. Le joueur peut également affronter l'intelligence artificielle du jeu ou d'autres joueurs (jusqu'à huit au total) en réseau local, par modem ou par Internet. Une cinquantaine de carte prévues à cet effet sont ainsi disponibles dans le jeu et il est possible de régler un certain nombre de paramètres comme le niveau de l'intelligence artificielle, la productivité des gisements de soufre ou le grade de départ de l'unité de commandement. Le jeu dispose également d'un tutoriel, constitué de sept missions pour chaque faction, destiné à se familiariser avec les mécanismes du jeu. Enfin, un éditeur de cartes est également disponible.

## Extensions
Dark Colony bénéficie d'une extension - baptisée Dark Colony: The Council War et développée par Take-Two Interactive - qui est publiée par Acclaim Entertainment en janvier 1998. Uniquement jouable en solo, celle-ci inclut deux nouvelles campagnes (une pour les humains et une pour les aliens) composées chacune de seize missions. Elle inclut également un certain nombre d'améliorations du jeu original dont :
- Une refonte graphique de l'aspect des terrains ;
- De nouveaux sons d'ambiance ;
- La possibilité de détruire les vaisseaux de largage Angel One et soucoupe volante ;
- La capacité de construire le bâtiment « Forteresse » pour les Grays.

## Accueil

### Dark Colony
| Dark Colony           |      |        |
| Média                 | Pays | Notes  |
| Computer Gaming World | US   | 3/5    |
| GameSpot              | GB   | 53 %   |
| Gen4                  | FR   | 3/6    |
| IGN                   | GB   | 60 %   |
| Joystick              | FR   | 83 %   |
| PC Gamer UK           | GB   | 68 %   |
| PC Gamer US           | US   | 79 %   |
| PC Jeux               | FR   | 92 %   |
| Compilations de notes |      |        |
| GameRankings          | US   | 56,5 % |

Sorti la même année que des jeux de meilleure qualité utilisant des univers de science-fiction tels Dark Reign: The Future of War, Total Annihilation et plus tard Starcraft, Dark Colony est en grande partie passé inaperçu chez le grand public. De même, la qualité globale très moyenne du jeu (sans être pour autant mauvaise) ne lui a pas permis de s'imposer face à la concurrence. Au niveau de la presse spécialisée, la qualité moyenne du jeu, ses défauts de gameplay et son aspect gore ont été sanctionnés par des notes proches voire légèrement supérieures à la moyenne, celui-ci se rattrapant grâce à un certain ludisme et une qualité graphique et sonore dans les normes.

### The Council of War
| Dark Colony |      |       |
| Média       | Pays | Notes |
| Joystick    | FR   | 65 %  |